# Johan Skytte-prisen
Johan Skytte-prisen (svensk: Skytteanska priset) en en pris, der blev stiftet i 1995 af The Johan Skytte Foundation ved Uppsala Universitet. Fonden går tilbage til 1622, hvor den blev stiftet af Johan Skytte (1577-1645).
Prisen på 500.000,- SEK uddeles til den akademiker, som i fondens øjne, har bidraget mest til statskundskaben. 

## Modtagere af Johan Skytte-prisen
1995 - Robert A. Dahl, USA, Yale University
"for sin gennemtrængende analyser af demokratisk teori, kendetegnet ved dyb læring og bredde af sind, kombineret med epokegørende empiriske studier af den repræsentative regerings funktion"
1996 - Juan Linz, Spanien/USA, Yale University
"for sin globale undersøgelse af demokratiets skrøbelighed i lyset af den autoritære trussel, kendetegnet ved metodologisk alsidighed og historisk og sociologisk bredde"
1997 - Arend Lijphart, Holland/USA, University of California, San Diego
"for sin teoretisk og empirisk banebrydende forskning om funktionen af konsensus i demokratisk politik i delte såvel som homogene samfund"
1998 - Alexander George, USA, Stanford University
"for sin banebrydende analyse af statsmagten, dets muligheder og begrænsninger, udført med stor følsomhed for vigtigheden af vurderinger, begrundet argumentation og ansvarligt lederskab i udenrigspolitikkens beslutningsproces"
1999 - Elinor Ostrom, USA, Indiana University
"for sin dybdegående, empiriske såvel som teoretiske, analyse af den kollektive handlens natur og rationel choice"
2000 - Fritz Scharpf, Tyskland, Max Planck Institute, Köln
"for at have analyseret nøglekoncepter i politologi med teoretisk klarhed og empirisk grundighed i en tid med grænseoverskridende ændringer"
2001 - Brian Berry, Storbritannien/USA, Columbia University
"for sit dybdegående bidrag til normativ politisk teori med passion og klarhed i den store tradition fra oplysningstiden"
2002 - Sidney Verba, USA, Harvard University
"for sin gennembrydende empiriske analyse af politisk deltagelse og dets betydning for demokratiets funktion"
2003 - Hanna Pitkin, USA, University of California, Berkeley
"for sit banebrydende teoretiske arbejde, overvejende om problemet med repræsentation"
2004 - Jean Blondel, Frankrike/Storbritannien/Italien, European University Institute (EUI), Firenze
"for sit enestående bidrag til professionaliseringen af europæisk politologi, både som banebrydende komparatist og institutionel udvikler"
2005 - Robert Keohane, USA, Princeton
"for sit betydelige bidrag til vores forståelse af international politik i en tid af interdependens, globalisering og terrorisme"
2006 - Robert Putnam, USA, Harvard University
"for sin teori om social kapital"
2007 - Theda Skocpol, USA, Harvard University
"for sin visionære analyse af statens betydning for revolutioner, velfærd og politisk tillid, efterfulgt af teoretisk dybde og empirisk evidens"
2008 - Rein Taagepera, Estland/USA, University of California, Irvine
"for sin dybdegående analyse af valgsystemernes funktion i repræsentative demokratier"
2009 - Philippe C. Schmitter, USA, European University Institute (EUI), Firenze
"for sit banebrydende arbejde om korporatismens rolle i moderne demokratier, og for sin stimulerende og innovative analyse af demokratisering"
2010 - Adam Przeworski, Polen/USA, New York University
"for at hæve de videnskabelige standarder i analysen af sammenhængen mellem demokrati, kapitalisme og økonomisk udvikling"
2011 - Ronald Inglehart, USA, University of Michigan og Pippa Norris, USA, Harvard University
"for sine innovative ideer om relevansen af og rødderne til politisk kultur i en global kontekst, der overskrider tidligere mainstream forskningstilgange"
2012 - Carole Pateman, Storbritannien/USA, UCLA
"for at udfordre etablerede ideer om deltagelse, køn og lighed"
2013 - Robert Axelrod, USA, University of Michigan
"for at have ændret vores forestillinger om forudsætningerne for menneskelig samarbejde"
2014 - David Collier, USA, University of California, Berkeley
"for sit bidrag til begrebslig udvikling og re-tænkning af kvalitative metoder i politologien"